# Tela

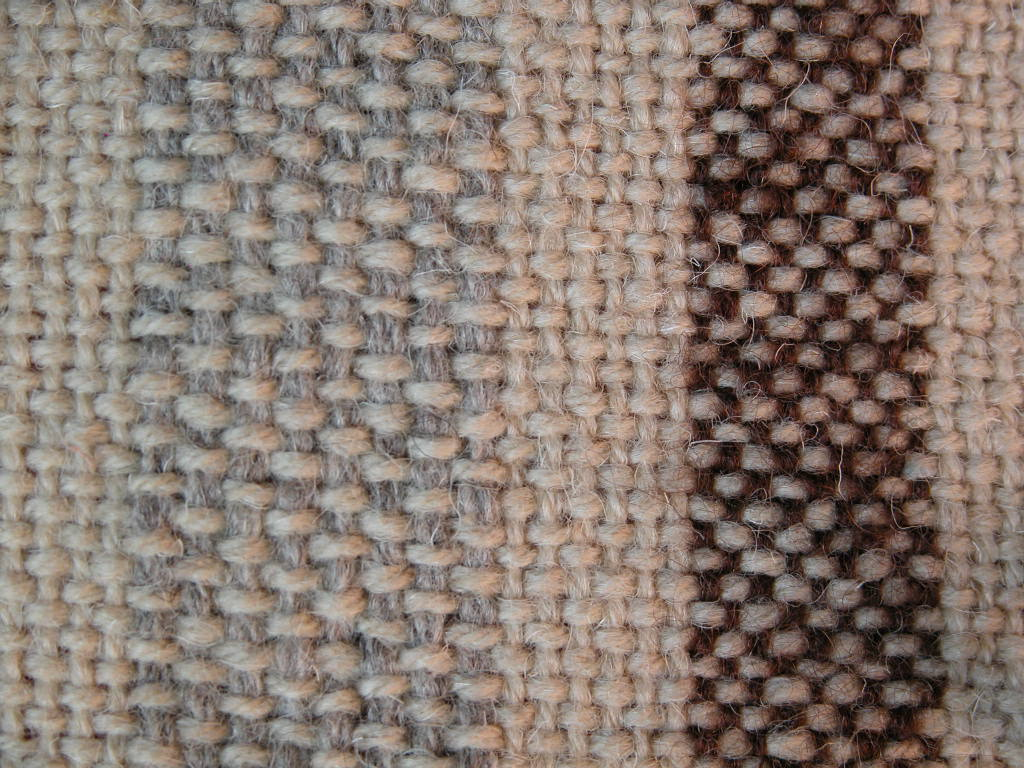
Tela di lana

La tela è il modo più semplice con cui si possono intrecciare i fili di trama e ordito per costruire un tessuto.
L'armatura  tela è la prima delle armature base (con saia e raso); si presenta uguale sul diritto e sul rovescio, richiede il numero minimo di due licci.
Il termine tela è genericamente e impropriamente usato per indicare un qualsiasi tipo di tessuto, una pezza di stoffa, il supporto pittorico di un quadro, ma in realtà è un tessuto, di qualsiasi materiale, costruito con questa armatura. A volte è strettamente legato al nome di tessuti, come la tela aida o la tela bandera che non sono tela, ma "piccolo operato".
- il quadretto bianco indica che il filo di ordito passa davanti al filo di trama (alzata).
- il quadretto nero indica che il filo di trama passa davanti al filo d'ordito (riposo).
- quando vi sono più quadretti neri consecutivi in orizzontale abbiamo uno slegamento di trama.
- quando vi sono più quadretti bianchi consecutivi in verticale abbiamo uno slegamento d'ordito.

## Funzionamento
I fili di ordito (verticali) sono divisi in due serie: quelli pari e quelli dispari. Aprendo le due serie, una in alto e l'altra in basso, si ottiene un varco, che si chiama passo, in cui si inserisce il filo di trama (orizzontale). Con lo scambio di posto delle serie (quella che era in alto va in basso e viceversa) si ottiene un incrocio che blocca il filo di trama; questo deve essere battuto, cioè schiacciato, contro la trama precedente andando a costituire il tessuto.

## Armatura tela

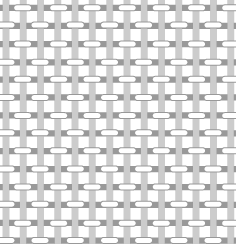
Armatura tela

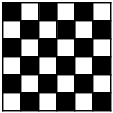
Messa in carta di un'armatura tela

Intreccio semplice, nel quale tutti i fili di ordito dispari si alzano al passaggio delle trame dispari, e tutti gli orditi pari al passaggio delle trame pari.
Il rapporto è 1:1. Le trame solitamente hanno la stessa riduzione dell'ordito, cioè tanti fili in trama quanti in ordito al centimetro.
Sono tessuti a tela:
- batista
- crêpe
- percalle
- stamigna
- taffetà

## Varianti
Numerose sono le varianti di questa armatura: combinando i materiali, le caratteristiche del filato (colore, dimensione, tipo), le riduzioni, si ottengono risultati molto differenti, si può dire infiniti.
I reps di ordito si ottengono raddoppiando, triplicando ecc. il rapporto in trama dell'armatura base; i tessuti così intrecciati presentano effetti di rigature trasversali. I reps di trama si ottengono ampliando nel senso dell'ordito e sviluppando orizzontalmente; i tessuti così intrecciati presentano effetti di rigatura longitudinale.

### Nattè o panama

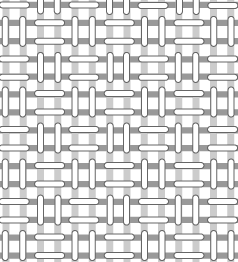
Armatura panama o nattè

Si ottiene per ampliamento parinumero dei fili sia di ordito che di trama (raddoppiati, triplicati), ne risulta un effetto quadrettato, come quello di un cestino. Se l'ampliamento è consistente il tessuto perde di compattezza per la lunghezza delle slegature di trama e ordito.
In inglese basketweave.
Sono tessuti nattè:
- oxford

### Blocchi

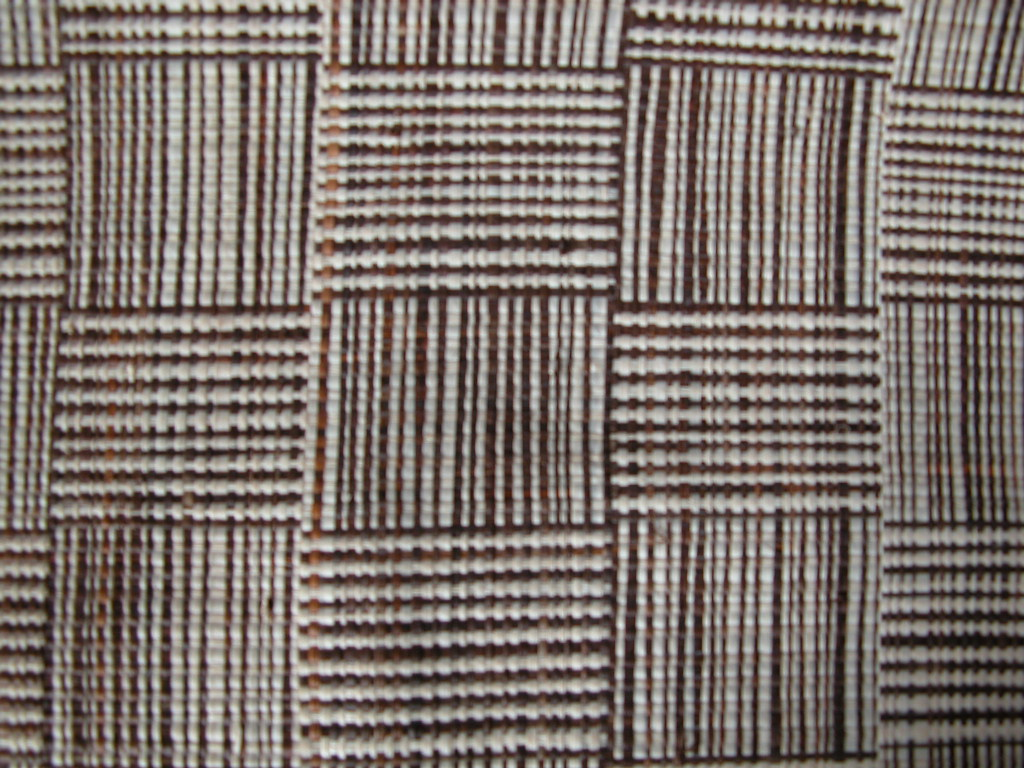
Stuoia lavorata a blocchi

Per la lavorazione a "blocchi" si alternano gruppi di fili di due colori contrastanti alternati. In un blocco la serie pari ha il colore 1 (nell'esempio écru) e quella dispari il colore 2 (nell'esempio marrone), nel blocco successivo i colori si alternano, colore 1 per la serie dispari e 2 per quella pari, a ripetere per volte, dimensioni e colori a scelta del tessitore.
I fili di trama sono due, dei due colori, oppure uno sottile e l'altro molto più grosso. Alternando opportunamente il passaggio delle navette si ottiene un effetto decorativo a scacchi, dove si alternano zone quadrate o rettangolari con la dominante di uno dei colori usati nell'ordito o la direzione alternata della rigatura (verticale o orizzontale).

### Fili contati

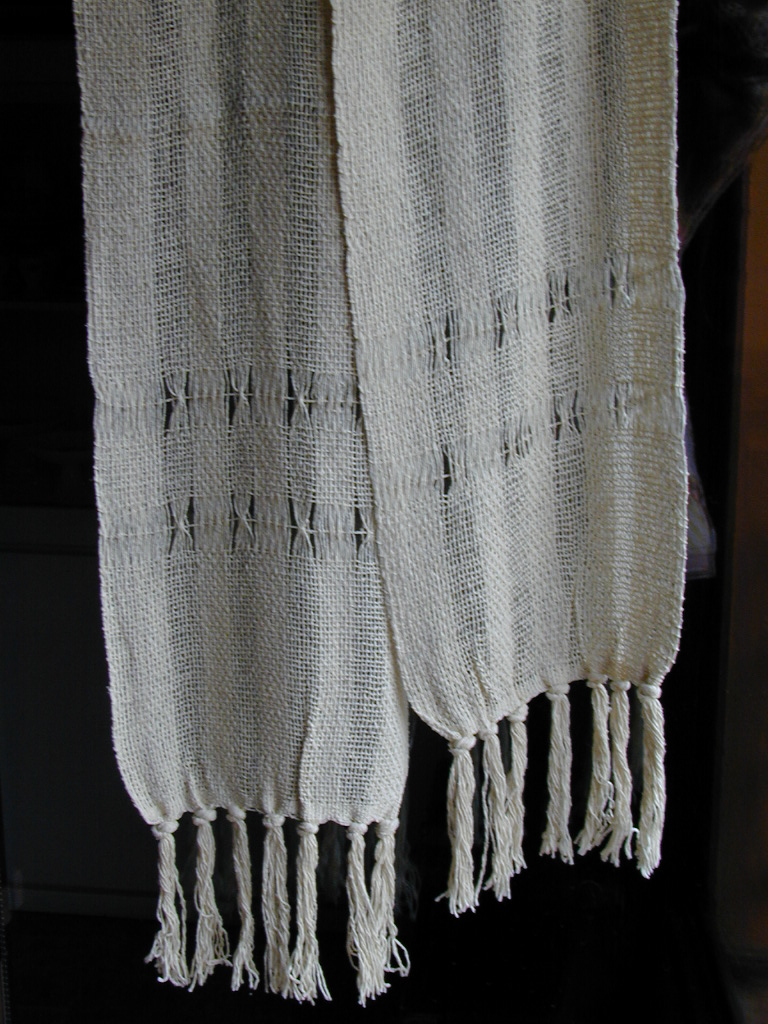
Sciarpa in tela con decorazione bouclet

Un tessuto costruito a tela può essere decorato con legature "a fili contati", si ottengono legando, con un passaggio della navetta intorno a un mazzetto, i fili d'ordito. Ve ne sono molte, che danno risultati differenti a seconda del tipo di legatura, della dimensione o distribuzione sul tessuto. Le legature, creando varchi tra i fili, producono un grazioso effetto merletto ma indeboliscono la struttura del tessuto. Adatto a tende o sciarpe, necessita filati regolari che mettano in risalto il lavoro in trasparenza. Nell'esempio una sciarpa a fondo tela con legatura bouclet.